# Elmwood (Nebraska)
Elmwood – wieś w Stanach Zjednoczonych, w stanie Nebraska, w hrabstwie Cass.